# Rivalità calcistica Arsenal-Chelsea
La rivalità calcistica fra Arsenal e Chelsea è uno dei diversi derby della città di Londra. L'Arsenal gioca le partite casalinghe all'Emirates Stadium, mentre il Chelsea gioca le partite casalinghe allo Stamford Bridge.

## Storia

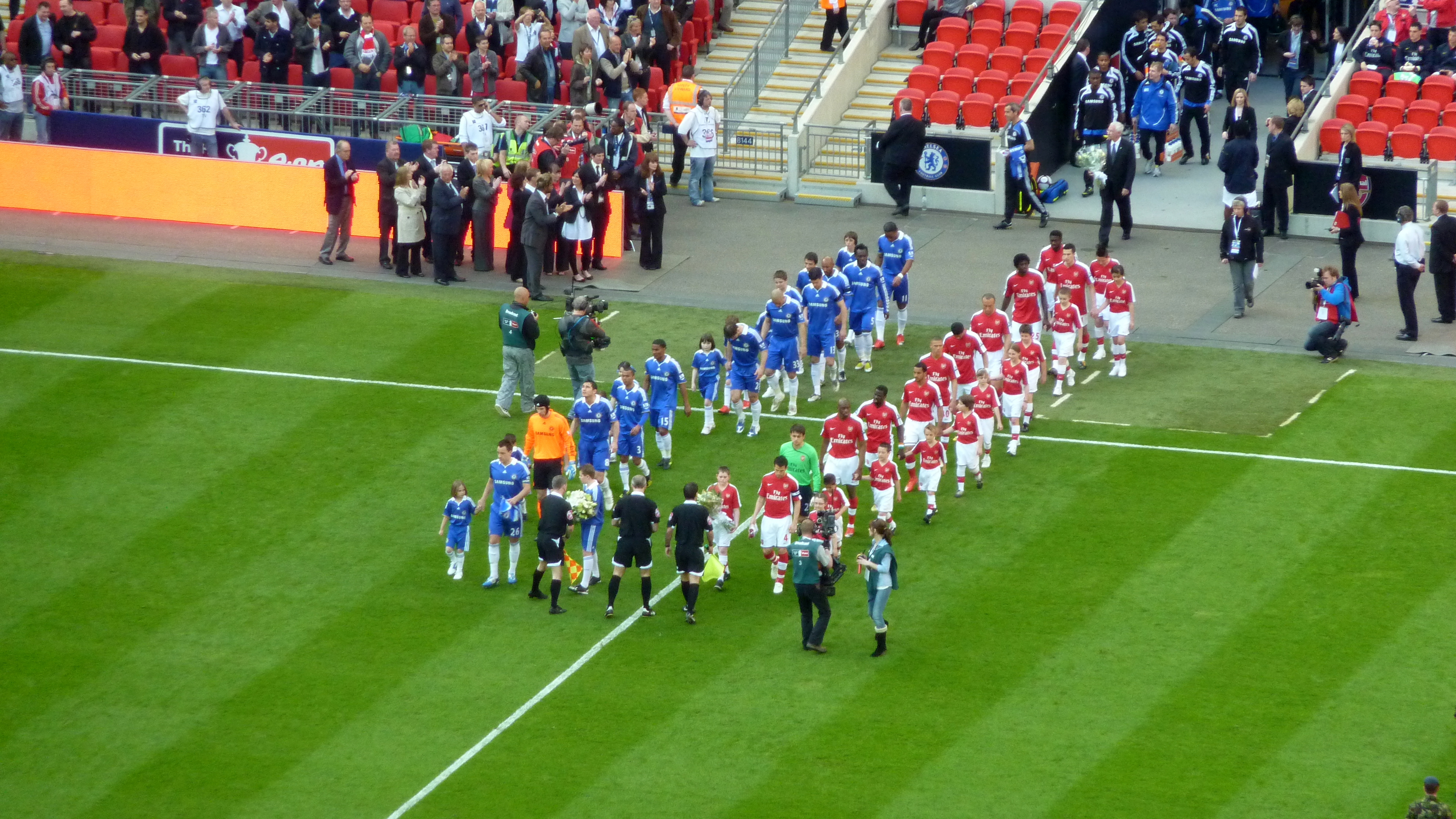
Le formazioni di Arsenal (a destra) e Chelsea (a sinistra) prima del derby di FA Cup del 18 aprile 2009

Il primo incontro in campionato tra le due squadre ebbe luogo il 9 novembre 1907 a Stamford Bridge. Questa è stata la prima partita di First Division giocata tra due club londinesi e ha attirato un pubblico di 65.000 spettatori. Una partita tra i club a Stamford Bridge nel 1935 attirò una folla di 82.905 spettatori, la seconda più alta partecipazione registrata per una partita di campionato in Inghilterra. Si sono affrontate in due semifinali di FA Cup negli anni '50, con l'Arsenal che vinse entrambe le volte. Negli anni '60 il Chelsea ha dominato il derby con 14 vittorie, due pareggi e solo due sconfitte durante il decennio.
Le due squadre si sono anche affrontate nei quarti di finale della Champions League 2003-2004, con il Chelsea che ha vinto con un risultato di 3–2 in aggregato, accedendo così alle semifinali.
Nel 2006, il trasferimento di Ashley Cole dall'Arsenal al Chelsea ha ulteriormente inasprito la rivalità, poiché Cole era stato sorpreso a incontrare i funzionari del Chelsea mesi prima.
La finale della Coppa di Lega del 2007 è stato uno degli incontri più noti. La partita è stata segnata da una rissa che ha coinvolto Frank Lampard, Cesc Fàbregas e altri che ha portato a cartellini gialli per i due e all'espulsione di tre altri giocatori, l'espulsione di Emmanuel Adebayor, oltre che tifosi del Chelsea che lanciarono del sedano ai giocatori dell'Arsenal. Ciò ha portato i media inglesi a soprannominarla la "finale della Snarling Cup ". La partita si è conclusa con una vittoria per 2-1 per il Chelsea.
Il 29 ottobre 2011, l'Arsenal ha vinto 5–3 allo Stamford Bridge dopo aver rimontato due volte, con Robin van Persie che ha segnato due gol nel finale e completato la sua tripletta. È ampiamente considerato come uno dei migliori derby e tra i più memorabili tra le due squadre.
Il 22 marzo 2014, nella millesima partita in carica di Arsène Wenger, il Chelsea ha vinto 6-0. Questo ha segnato il maggior numero di gol segnati dal Chelsea contro l'Arsenal, il più grande margine di vittoria del Chelsea contro l'Arsenal e il più pesante margine di sconfitta subito da Wenger all'Arsenal. Momenti rilevanti della partita includono il Chelsea che è andato in vantaggio di tre gol in 15 minuti, così come l'espulsione di Kieran Gibbs dall'arbitro Andre Marriner per un fallo di mano commesso dal suo compagno di squadra Alex Oxlade-Chamberlain.

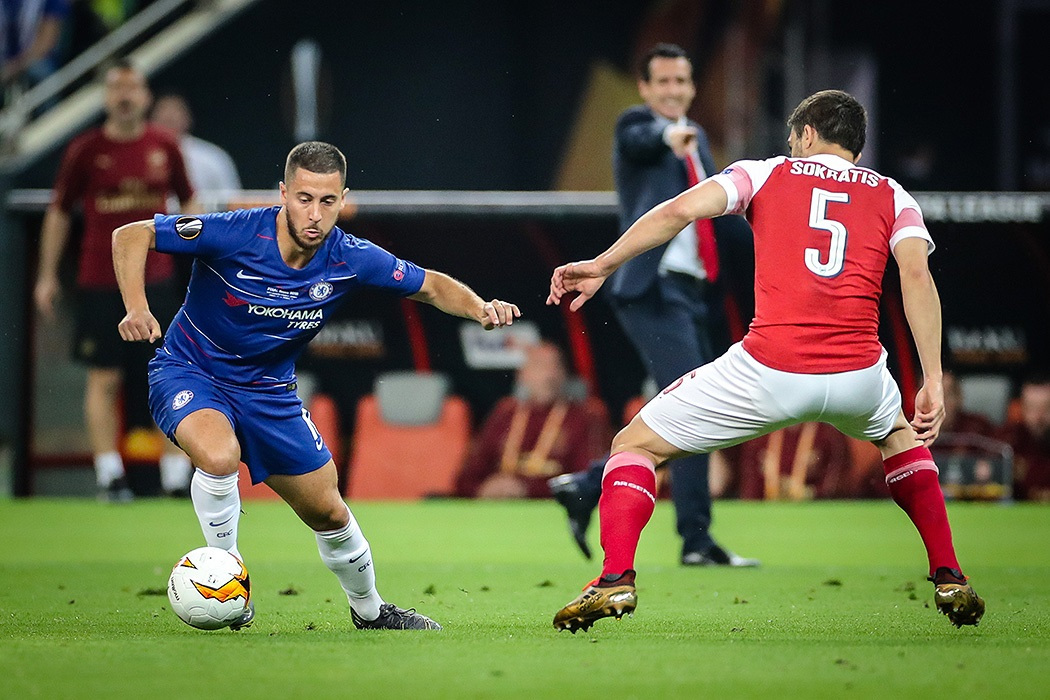
Il 29 maggio 2019 le due squadre hanno disputato la finale di UEFA Europa League.

Il 5 ottobre 2014, il Chelsea ha battuto l'Arsenal 2-0, il che significava che l'allenatore dell'Arsenal Wenger non aveva vinto contro José Mourinho in dodici tentativi. Questa partita ha visto anche l'ex capitano dell'Arsenal Cesc Fàbregas giocare per la prima volta contro la sua ex squadra per il Chelsea, registrando un assist sul gol di Diego Costa. La partita, tuttavia, è degna di nota soprattutto per una rissa a bordo campo avvenuta tra gli allenatori nell'area tecnica durante la partita. Il 2 agosto 2015, Wenger ha finalmente registrato una vittoria contro Mourinho, battendo il Chelsea 1–0 nella Community Shield 2015.
Il 24 settembre 2016, l'Arsenal ha battuto il Chelsea 3-0 all'Emirates Stadium. È stata la prima volta che l'Arsenal ha segnato contro il Chelsea dal 2013 e la prima vittoria dell'Arsenal sui Blues dal 2011 in Premier League. Tutti e tre i gol sono stati segnati nel primo tempo da Alexis Sánchez, Theo Walcott e Mesut Özil. È stata la più grande vittoria dell'Arsenal sul Chelsea dal 1997.
Le due squadre si sono incontrate nella finale di FA Cup del 2017, dove l'Arsenal ha vinto il suo 13º trofeo, record di FA Cup, battendo il Chelsea 2–1. L'Arsenal ha ripetuto l'impresa nella Community Shield 2017, vincendo 4–1 ai rigori dopo che la partita finì 1–1. È stata anche la prima volta che il sistema di rigori "ABBA" è stato utilizzato dalla Football Association. Il 29 maggio 2019, le due squadre si sono incontrate per la prima volta in una finale europea, nella finale di Europa League 2019, dove il Chelsea ha sconfitto l'Arsenal 4–1 aggiudicandosi il secondo titolo nella competizione. La partita è stata anche l'ultima partita della carriera di Petr Čech, che ha giocato per entrambe le squadre tra il 2004 e il 2019. Nella stagione successiva, Arsenal e Chelsea si sfidarono in un'altra finale di FA Cup, che si concluse in una vittoria per 2–1 per l'Arsenal con due gol di Pierre-Emerick Aubameyang, assicurandosi il loro 14º titolo.
Nella stagione di Premier League 2020-2021, l'Arsenal ha completato la sua prima "doppietta" nella Premier League sul Chelsea dal 2003-2004 dopo aver vinto entrambe le partite della stagione.

## Statistiche
La seguente tabella contiene tutti i dati riguardanti gli scontri diretti tra le due squadre in partite ufficiali (aggiornata al 28 aprile 2024):
|                  | Totale | Vittorie dell' Arsenal | Pareggi | Vittorie del Chelsea |
| ---------------- | ------ | ---------------------- | ------- | -------------------- |
| Campionato       | 174    | 69                     | 51      | 54                   |
| FA Cup           | 21     | 10                     | 6       | 5                    |
| League Cup       | 8      | 3                      | 1       | 4                    |
| Community Shield | 3      | 1                      | 1       | 1                    |
| Totale nazionale | 206    | 83                     | 59      | 64                   |
| Champions League | 2      | 0                      | 1       | 1                    |
| Europa League    | 1      | 0                      | 0       | 1                    |
| Totale           | 209    | 83                     | 60      | 66                   |

## Risultati
La seguente tabella riporta tutti i risultati ottenuti dalle due squadre in ognuna delle partite ufficiali giocate tra loro (aggiornata al 16 marzo 2025):
| Nº  | Data       | Stadio                  | Competizione               | Squadra in casa | Risultato       | Squadra in trasferta | Note          |
| --- | ---------- | ----------------------- | -------------------------- | --------------- | --------------- | -------------------- | ------------- |
| 1   | 09/11/1907 | Stamford Bridge         | First Division 1907-1908   | Chelsea         | 2 - 1           | Arsenal              | [ 29 ]        |
| 2   | 07/03/1908 | Manor Ground            | First Division 1907-1908   | Arsenal         | 0 – 0           | Chelsea              |               |
| 3   | 28/11/1908 | Stamford Bridge         | First Division 1908-1909   | Chelsea         | 1 – 2           | Arsenal              |               |
| 4   | 03/04/1909 | Manor Ground            | First Division 1908-1909   | Arsenal         | 0 – 0           | Chelsea              |               |
| 5   | 25/09/1909 | Manor Ground            | First Division 1909-1910   | Arsenal         | 3 – 2           | Chelsea              |               |
| 6   | 28/03/1910 | Stamford Bridge         | First Division 1909-1910   | Chelsea         | 0 – 1           | Arsenal              |               |
| 7   | 12/10/1912 | Manor Ground            | First Division 1912-1913   | Arsenal         | 0 - 1           | Chelsea              |               |
| 8   | 15/02/1913 | Stamford Bridge         | First Division 1912-1913   | Chelsea         | 1 – 1           | Arsenal              |               |
| 9   | 30/01/1915 | Stamford Bridge         | FA Cup 1914-1915           | Chelsea         | 1 - 0           | Arsenal              |               |
| 10  | 06/12/1919 | Highbury                | First Division 1919-1920   | Arsenal         | 1 – 1           | Chelsea              |               |
| 11  | 13/12/1919 | Stamford Bridge         | First Division 1919-1920   | Chelsea         | 3 - 1           | Arsenal              |               |
| 12  | 04/12/1920 | Stamford Bridge         | First Division 1920-1921   | Chelsea         | 1 – 2           | Arsenal              |               |
| 13  | 11/12/1920 | Highbury                | First Division 1920-1921   | Arsenal         | 1 – 1           | Chelsea              |               |
| 14  | 31/12/1921 | Stamford Bridge         | First Division 1921-1922   | Chelsea         | 0 – 2           | Arsenal              |               |
| 15  | 14/01/1922 | Highbury                | First Division 1921-1922   | Arsenal         | 1 – 0           | Chelsea              |               |
| 16  | 17/02/1923 | Stamford Bridge         | First Division 1922-1923   | Chelsea         | 0 – 0           | Arsenal              |               |
| 17  | 24/02/1923 | Highbury                | First Division 1922-1923   | Arsenal         | 3 – 1           | Chelsea              |               |
| 18  | 29/12/1923 | Highbury                | First Division 1923-1924   | Arsenal         | 1 – 0           | Chelsea              |               |
| 19  | 05/01/1924 | Stamford Bridge         | First Division 1923-1924   | Chelsea         | 0 – 0           | Arsenal              |               |
| 20  | 11/01/1930 | Highbury                | FA Cup 1929-1930           | Arsenal         | 2 – 0           | Chelsea              |               |
| 21  | 29/11/1930 | Stamford Bridge         | First Division 1930-1931   | Chelsea         | 1 – 5           | Arsenal              | [ 30 ]        |
| 22  | 24/01/1931 | Stamford Bridge         | FA Cup 1930-1931           | Chelsea         | 2 - 1           | Arsenal              |               |
| 23  | 04/04/1931 | Highbury                | First Division 1930-1931   | Arsenal         | 2 – 1           | Chelsea              |               |
| 24  | 21/11/1931 | Stamford Bridge         | First Division 1931-1932   | Chelsea         | 2 - 1           | Arsenal              |               |
| 25  | 02/04/1932 | Highbury                | First Division 1931-1932   | Arsenal         | 1 – 1           | Chelsea              |               |
| 26  | 10/12/1932 | Highbury                | First Division 1932-1933   | Arsenal         | 4 – 1           | Chelsea              |               |
| 27  | 22/04/1933 | Stamford Bridge         | First Division 1932-1933   | Chelsea         | 1 – 3           | Arsenal              |               |
| 28  | 16/12/1933 | Highbury                | First Division 1933-1934   | Arsenal         | 2 – 1           | Chelsea              |               |
| 29  | 28/04/1934 | Stamford Bridge         | First Division 1933-1934   | Chelsea         | 2 – 2           | Arsenal              |               |
| 30  | 24/11/1934 | Stamford Bridge         | First Division 1934-1935   | Chelsea         | 2 – 5           | Arsenal              |               |
| 31  | 06/04/1935 | Highbury                | First Division 1934-1935   | Arsenal         | 2 – 2           | Chelsea              |               |
| 32  | 12/10/1935 | Stamford Bridge         | First Division 1935-1936   | Chelsea         | 1 – 1           | Arsenal              |               |
| 33  | 27/04/1936 | Highbury                | First Division 1935-1936   | Arsenal         | 1 – 1           | Chelsea              |               |
| 34  | 19/12/1936 | Highbury                | First Division 1936-1937   | Arsenal         | 4 – 1           | Chelsea              |               |
| 35  | 24/04/1937 | Stamford Bridge         | First Division 1936-1937   | Chelsea         | 2 - 0           | Arsenal              |               |
| 36  | 09/10/1937 | Stamford Bridge         | First Division 1937-1938   | Chelsea         | 2 – 2           | Arsenal              |               |
| 37  | 19/02/1938 | Highbury                | First Division 1937-1938   | Arsenal         | 2 – 0           | Chelsea              |               |
| 38  | 15/10/1938 | Stamford Bridge         | First Division 1938-1939   | Chelsea         | 4 - 2           | Arsenal              |               |
| 39  | 07/01/1939 | Stamford Bridge         | FA Cup 1938-1939           | Chelsea         | 2 - 1           | Arsenal              |               |
| 40  | 18/02/1939 | Highbury                | First Division 1938-1939   | Arsenal         | 1 – 0           | Chelsea              |               |
| 41  | 26/10/1946 | Stamford Bridge         | First Division 1946-1947   | Chelsea         | 2 - 1           | Arsenal              |               |
| 42  | 11/01/1947 | Stamford Bridge         | FA Cup 1946-1947           | Chelsea         | 1 – 1           | Arsenal              |               |
| 43  | 15/01/1947 | Highbury                | FA Cup 1946-1947           | Arsenal         | 1 – 1           | Chelsea              |               |
| 44  | 20/01/1947 | White Hart Lane         | FA Cup 1946-1947           | Chelsea         | 2 - 0           | Arsenal              |               |
| 45  | 01/03/1947 | Highbury                | First Division 1946-1947   | Arsenal         | 1 - 2           | Chelsea              |               |
| 46  | 01/11/1947 | Stamford Bridge         | First Division 1947-1948   | Chelsea         | 0 – 0           | Arsenal              |               |
| 47  | 20/03/1948 | Highbury                | First Division 1947-1948   | Arsenal         | 0 - 2           | Chelsea              |               |
| 48  | 30/10/1948 | Stamford Bridge         | First Division 1948-1949   | Chelsea         | 0 – 1           | Arsenal              |               |
| 49  | 23/04/1949 | Highbury                | First Division 1948-1949   | Arsenal         | 1 - 2           | Chelsea              |               |
| 50  | 24/08/1949 | Stamford Bridge         | First Division 1949-1950   | Chelsea         | 1 – 2           | Arsenal              |               |
| 51  | 31/08/1949 | Highbury                | First Division 1949-1950   | Arsenal         | 2 - 3           | Chelsea              |               |
| 52  | 18/03/1950 | Highbury                | FA Cup 1949-1950           | Arsenal         | 2 – 2           | Chelsea              |               |
| 53  | 22/03/1950 | Stamford Bridge         | FA Cup 1949-1950           | Chelsea         | 0 – 1           | Arsenal              |               |
| 54  | 23/08/1950 | Highbury                | First Division 1950-1951   | Arsenal         | 0 – 0           | Chelsea              |               |
| 55  | 30/08/1950 | Stamford Bridge         | First Division 1950-1951   | Chelsea         | 0 – 1           | Arsenal              |               |
| 56  | 22/08/1951 | Stamford Bridge         | First Division 1951-1952   | Chelsea         | 1 – 3           | Arsenal              |               |
| 57  | 29/08/1951 | Highbury                | First Division 1951-1952   | Arsenal         | 2 – 1           | Chelsea              |               |
| 58  | 05/04/1952 | Highbury                | FA Cup 1951-1952           | Arsenal         | 1 – 1           | Chelsea              |               |
| 59  | 07/04/1952 | Highbury                | FA Cup 1951-1952           | Arsenal         | 3 – 0           | Chelsea              |               |
| 60  | 03/04/1953 | Stamford Bridge         | First Division 1952-1953   | Chelsea         | 1 – 1           | Arsenal              |               |
| 61  | 06/04/1953 | Highbury                | First Division 1952-1953   | Arsenal         | 2 – 0           | Chelsea              |               |
| 62  | 08/09/1953 | Highbury                | First Division 1953-1954   | Arsenal         | 1 - 2           | Chelsea              |               |
| 63  | 15/09/1953 | Stamford Bridge         | First Division 1953-1954   | Chelsea         | 0 – 2           | Arsenal              |               |
| 64  | 25/12/1954 | Highbury                | First Division 1954-1955   | Arsenal         | 1 – 0           | Chelsea              |               |
| 65  | 27/12/1954 | Stamford Bridge         | First Division 1954-1955   | Chelsea         | 1 – 1           | Arsenal              |               |
| 66  | 27/08/1955 | Highbury                | First Division 1955-1956   | Arsenal         | 1 – 1           | Chelsea              |               |
| 67  | 24/12/1955 | Stamford Bridge         | First Division 1955-1956   | Chelsea         | 2 - 0           | Arsenal              |               |
| 68  | 25/12/1956 | Stamford Bridge         | First Division 1956-1957   | Chelsea         | 1 – 1           | Arsenal              |               |
| 69  | 26/12/1956 | Highbury                | First Division 1956-1957   | Arsenal         | 2 – 0           | Chelsea              |               |
| 70  | 26/10/1957 | Stamford Bridge         | First Division 1957-1958   | Chelsea         | 0 – 0           | Arsenal              |               |
| 71  | 08/03/1958 | Highbury                | First Division 1957-1958   | Arsenal         | 5 – 4           | Chelsea              | [ 31 ]        |
| 72  | 22/11/1958 | Stamford Bridge         | First Division 1958-1959   | Chelsea         | 0 – 3           | Arsenal              |               |
| 73  | 11/04/1959 | Highbury                | First Division 1958-1959   | Arsenal         | 1 – 1           | Chelsea              |               |
| 74  | 21/11/1959 | Stamford Bridge         | First Division 1959-1960   | Chelsea         | 1 – 3           | Arsenal              |               |
| 75  | 09/04/1960 | Highbury                | First Division 1959-1960   | Arsenal         | 1 - 4           | Chelsea              |               |
| 76  | 12/11/1960 | Highbury                | First Division 1960-1961   | Arsenal         | 1 - 4           | Chelsea              |               |
| 77  | 15/04/1961 | Stamford Bridge         | First Division 1960-1961   | Chelsea         | 3 - 1           | Arsenal              |               |
| 78  | 04/11/1961 | Highbury                | First Division 1961-1962   | Arsenal         | 0 - 3           | Chelsea              |               |
| 79  | 24/03/1962 | Stamford Bridge         | First Division 1961-1962   | Chelsea         | 2 – 3           | Arsenal              |               |
| 80  | 16/11/1963 | Stamford Bridge         | First Division 1963-1964   | Chelsea         | 3 - 1           | Arsenal              |               |
| 81  | 14/03/1964 | Highbury                | First Division 1963-1964   | Arsenal         | 2 - 4           | Chelsea              |               |
| 82  | 26/09/1964 | Highbury                | First Division 1964-1965   | Arsenal         | 1 - 3           | Chelsea              |               |
| 83  | 06/02/1965 | Stamford Bridge         | First Division 1964-1965   | Chelsea         | 2 - 1           | Arsenal              |               |
| 84  | 04/09/1965 | Highbury                | First Division 1965-1966   | Arsenal         | 1 - 3           | Chelsea              |               |
| 85  | 19/02/1966 | Stamford Bridge         | First Division 1965-1966   | Chelsea         | 0 – 0           | Arsenal              |               |
| 86  | 24/09/1966 | Stamford Bridge         | First Division 1966-1967   | Chelsea         | 3 - 1           | Arsenal              |               |
| 87  | 04/02/1967 | Highbury                | First Division 1966-1967   | Arsenal         | 2 – 1           | Chelsea              |               |
| 88  | 26/12/1967 | Stamford Bridge         | First Division 1967-1968   | Chelsea         | 2 - 1           | Arsenal              |               |
| 89  | 30/12/1967 | Highbury                | First Division 1967-1968   | Arsenal         | 1 – 1           | Chelsea              |               |
| 90  | 23/11/1968 | Highbury                | First Division 1968-1969   | Arsenal         | 0 - 1           | Chelsea              |               |
| 91  | 14/04/1969 | Stamford Bridge         | First Division 1968-1969   | Chelsea         | 2 - 1           | Arsenal              |               |
| 92  | 27/09/1969 | Stamford Bridge         | First Division 1969-1970   | Chelsea         | 3 - 0           | Arsenal              |               |
| 93  | 17/01/1970 | Highbury                | First Division 1969-1970   | Arsenal         | 0 - 3           | Chelsea              |               |
| 94  | 29/08/1970 | Stamford Bridge         | First Division 1970-1971   | Chelsea         | 2 - 1           | Arsenal              |               |
| 95  | 03/04/1971 | Highbury                | First Division 1970-1971   | Arsenal         | 2 – 0           | Chelsea              |               |
| 96  | 14/08/1971 | Highbury                | First Division 1971-1972   | Arsenal         | 3 – 0           | Chelsea              |               |
| 97  | 16/10/1971 | Stamford Bridge         | First Division 1971-1972   | Chelsea         | 1 – 2           | Arsenal              |               |
| 98  | 02/09/1972 | Highbury                | First Division 1972-1973   | Arsenal         | 1 – 1           | Chelsea              |               |
| 99  | 20/01/1973 | Stamford Bridge         | First Division 1972-1973   | Chelsea         | 0 – 1           | Arsenal              |               |
| 100 | 17/03/1973 | Stamford Bridge         | FA Cup 1972-1973           | Chelsea         | 2 – 2           | Arsenal              |               |
| 101 | 20/03/1973 | Highbury                | FA Cup 1972-1973           | Arsenal         | 2 – 1           | Chelsea              |               |
| 102 | 17/11/1973 | Highbury                | First Division 1973-1974   | Arsenal         | 0 – 0           | Chelsea              |               |
| 103 | 13/04/1974 | Stamford Bridge         | First Division 1973-1974   | Chelsea         | 1 – 3           | Arsenal              |               |
| 104 | 14/09/1974 | Stamford Bridge         | First Division 1974-1975   | Chelsea         | 0 – 0           | Arsenal              |               |
| 105 | 26/12/1974 | Highbury                | First Division 1974-1975   | Arsenal         | 1 - 2           | Chelsea              |               |
| 106 | 26/10/1976 | Highbury                | League Cup 1976-1977       | Arsenal         | 2 – 1           | Chelsea              |               |
| 107 | 26/12/1977 | Highbury                | First Division 1977-1978   | Arsenal         | 3 – 0           | Chelsea              |               |
| 108 | 27/03/1978 | Stamford Bridge         | First Division 1977-1978   | Chelsea         | 0 – 0           | Arsenal              |               |
| 109 | 16/04/1979 | Highbury                | First Division 1978-1979   | Arsenal         | 5 – 2           | Chelsea              |               |
| 110 | 14/05/1979 | Stamford Bridge         | First Division 1978-1979   | Chelsea         | 1 – 1           | Arsenal              |               |
| 111 | 25/08/1984 | Highbury                | First Division 1984-1985   | Arsenal         | 1 – 1           | Chelsea              |               |
| 112 | 19/01/1985 | Stamford Bridge         | First Division 1984-1985   | Chelsea         | 1 – 1           | Arsenal              |               |
| 113 | 21/09/1985 | Stamford Bridge         | First Division 1985-1986   | Chelsea         | 2 - 1           | Arsenal              |               |
| 114 | 29/04/1986 | Highbury                | First Division 1985-1986   | Arsenal         | 2 – 0           | Chelsea              |               |
| 115 | 25/10/1986 | Highbury                | First Division 1986-1987   | Arsenal         | 3 – 1           | Chelsea              |               |
| 116 | 07/03/1987 | Stamford Bridge         | First Division 1986-1987   | Chelsea         | 1 - 0           | Arsenal              |               |
| 117 | 03/11/1987 | Highbury                | First Division 1987-1988   | Arsenal         | 3 – 1           | Chelsea              |               |
| 118 | 02/04/1988 | Stamford Bridge         | First Division 1987-1988   | Chelsea         | 1 – 1           | Arsenal              |               |
| 119 | 30/09/1989 | Stamford Bridge         | First Division 1989-1990   | Chelsea         | 0 – 0           | Arsenal              |               |
| 120 | 17/03/1990 | Highbury                | First Division 1989-1990   | Arsenal         | 0 - 1           | Chelsea              |               |
| 121 | 15/09/1990 | Highbury                | First Division 1990-1991   | Arsenal         | 4 – 1           | Chelsea              |               |
| 122 | 02/02/1991 | Stamford Bridge         | First Division 1990-1991   | Chelsea         | 2 - 1           | Arsenal              |               |
| 123 | 05/10/1991 | Highbury                | First Division 1991-1992   | Arsenal         | 3 – 2           | Chelsea              |               |
| 124 | 25/04/1992 | Stamford Bridge         | First Division 1991-1992   | Chelsea         | 1 – 1           | Arsenal              |               |
| 125 | 03/10/1992 | Highbury                | Premier League 1992-1993   | Arsenal         | 2 – 1           | Chelsea              |               |
| 126 | 01/03/1993 | Stamford Bridge         | Premier League 1992-1993   | Chelsea         | 1 - 0           | Arsenal              |               |
| 127 | 20/11/1993 | Stamford Bridge         | Premier League 1993-1994   | Chelsea         | 0 – 2           | Arsenal              |               |
| 128 | 16/04/1994 | Highbury                | Premier League 1993-1994   | Arsenal         | 1 – 0           | Chelsea              |               |
| 129 | 15/10/1994 | Highbury                | Premier League 1994-1995   | Arsenal         | 3 – 1           | Chelsea              |               |
| 130 | 14/05/1995 | Stamford Bridge         | Premier League 1994-1995   | Chelsea         | 5 - 1           | Arsenal              |               |
| 131 | 30/09/1995 | Stamford Bridge         | Premier League 1995-1996   | Chelsea         | 1 - 0           | Arsenal              |               |
| 132 | 16/12/1995 | Highbury                | Premier League 1995-1996   | Arsenal         | 1 – 1           | Chelsea              |               |
| 133 | 04/09/1996 | Highbury                | Premier League 1996-1997   | Arsenal         | 3 – 3           | Chelsea              |               |
| 134 | 05/04/1997 | Stamford Bridge         | Premier League 1996-1997   | Chelsea         | 0 – 3           | Arsenal              |               |
| 135 | 21/09/1997 | Stamford Bridge         | Premier League 1997-1998   | Chelsea         | 2 – 3           | Arsenal              |               |
| 136 | 28/01/1998 | Highbury                | League Cup 1997-1998       | Arsenal         | 2 – 1           | Chelsea              |               |
| 137 | 08/02/1998 | Highbury                | Premier League 1997-1998   | Arsenal         | 2 – 0           | Chelsea              |               |
| 138 | 18/02/1998 | Stamford Bridge         | League Cup 1997-1998       | Chelsea         | 3 - 1           | Arsenal              |               |
| 139 | 09/09/1998 | Stamford Bridge         | Premier League 1998-1999   | Chelsea         | 0 – 0           | Arsenal              |               |
| 140 | 11/11/1998 | Highbury                | League Cup 1998-1999       | Arsenal         | 0 - 5           | Chelsea              |               |
| 141 | 31/01/1999 | Highbury                | Premier League 1998-1999   | Arsenal         | 1 – 0           | Chelsea              |               |
| 142 | 23/10/1999 | Stamford Bridge         | Premier League 1999-2000   | Chelsea         | 2 – 3           | Arsenal              |               |
| 143 | 06/05/2000 | Highbury                | Premier League 1999-2000   | Arsenal         | 2 – 1           | Chelsea              |               |
| 144 | 06/09/2000 | Stamford Bridge         | Premier League 2000-2001   | Chelsea         | 2 – 2           | Arsenal              |               |
| 145 | 13/01/2001 | Highbury                | Premier League 2000-2001   | Arsenal         | 1 – 1           | Chelsea              |               |
| 146 | 18/02/2001 | Highbury                | FA Cup 2000-2001           | Arsenal         | 3 – 1           | Chelsea              |               |
| 147 | 08/09/2001 | Stamford Bridge         | Premier League 2001-2002   | Chelsea         | 1 – 1           | Arsenal              |               |
| 148 | 26/12/2001 | Highbury                | Premier League 2001-2002   | Arsenal         | 2 – 1           | Chelsea              |               |
| 149 | 04/05/2002 | Millennium Stadium      | FA Cup 2001-2002           | Arsenal         | 2 – 0           | Chelsea              |               |
| 150 | 01/09/2002 | Stamford Bridge         | Premier League 2002-2003   | Chelsea         | 1 – 1           | Arsenal              |               |
| 151 | 01/01/2003 | Highbury                | Premier League 2002-2003   | Arsenal         | 3 – 2           | Chelsea              |               |
| 152 | 08/03/2003 | Highbury                | FA Cup 2002-2003           | Arsenal         | 2 – 2           | Chelsea              |               |
| 153 | 25/03/2003 | Stamford Bridge         | FA Cup 2002-2003           | Chelsea         | 1 – 3           | Arsenal              |               |
| 154 | 18/10/2003 | Highbury                | Premier League 2003-2004   | Arsenal         | 2 – 1           | Chelsea              |               |
| 155 | 15/02/2004 | Highbury                | FA Cup 2003-2004           | Arsenal         | 2 – 1           | Chelsea              |               |
| 156 | 21/02/2004 | Stamford Bridge         | Premier League 2003-2004   | Chelsea         | 1 – 2           | Arsenal              |               |
| 157 | 24/03/2004 | Stamford Bridge         | Champions League 2003-2004 | Chelsea         | 1 – 1           | Arsenal              |               |
| 158 | 06/04/2004 | Highbury                | Champions League 2003-2004 | Arsenal         | 1 - 2           | Chelsea              |               |
| 159 | 12/12/2004 | Highbury                | Premier League 2004-2005   | Arsenal         | 2 – 2           | Chelsea              |               |
| 160 | 20/04/2005 | Stamford Bridge         | Premier League 2004-2005   | Chelsea         | 0 – 0           | Arsenal              |               |
| 161 | 07/08/2005 | Millennium Stadium      | Community Shield 2005      | Chelsea         | 2 - 1           | Arsenal              |               |
| 162 | 21/08/2005 | Stamford Bridge         | Premier League 2005-2006   | Chelsea         | 1 - 0           | Arsenal              |               |
| 163 | 18/12/2005 | Highbury                | Premier League 2005-2006   | Arsenal         | 0 - 2           | Chelsea              |               |
| 164 | 10/12/2006 | Stamford Bridge         | Premier League 2006-2007   | Chelsea         | 1 – 1           | Arsenal              |               |
| 165 | 25/02/2007 | Millennium Stadium      | League Cup 2006-2007       | Chelsea         | 2 - 1           | Arsenal              |               |
| 166 | 06/05/2007 | Emirates Stadium        | Premier League 2006-2007   | Arsenal         | 1 – 1           | Chelsea              |               |
| 167 | 16/12/2007 | Emirates Stadium        | Premier League 2007-2008   | Arsenal         | 1 – 0           | Chelsea              |               |
| 168 | 23/03/2008 | Stamford Bridge         | Premier League 2007-2008   | Chelsea         | 2 - 1           | Arsenal              |               |
| 169 | 30/11/2008 | Stamford Bridge         | Premier League 2008-2009   | Chelsea         | 1 – 2           | Arsenal              |               |
| 170 | 18/04/2009 | Emirates Stadium        | FA Cup 2008-2009           | Arsenal         | 1 - 2           | Chelsea              |               |
| 171 | 10/05/2009 | Emirates Stadium        | Premier League 2008-2009   | Arsenal         | 1 - 4           | Chelsea              |               |
| 172 | 30/11/2009 | Emirates Stadium        | Premier League 2009-2010   | Arsenal         | 0 - 3           | Chelsea              |               |
| 173 | 07/02/2010 | Stamford Bridge         | Premier League 2009-2010   | Chelsea         | 2 - 0           | Arsenal              |               |
| 174 | 03/10/2010 | Stamford Bridge         | Premier League 2010-2011   | Chelsea         | 2 - 0           | Arsenal              |               |
| 175 | 27/12/2010 | Emirates Stadium        | Premier League 2010-2011   | Arsenal         | 3 – 1           | Chelsea              |               |
| 176 | 29/10/2011 | Stamford Bridge         | Premier League 2011-2012   | Chelsea         | 3 – 5           | Arsenal              |               |
| 177 | 21/04/2012 | Emirates Stadium        | Premier League 2011-2012   | Arsenal         | 0 – 0           | Chelsea              |               |
| 178 | 29/09/2012 | Emirates Stadium        | Premier League 2012-2013   | Arsenal         | 1 - 2           | Chelsea              |               |
| 179 | 20/01/2013 | Stamford Bridge         | Premier League 2012-2013   | Chelsea         | 2 - 1           | Arsenal              |               |
| 180 | 29/10/2013 | Emirates Stadium        | League Cup 2013-2014       | Arsenal         | 0 - 2           | Chelsea              |               |
| 181 | 23/12/2013 | Emirates Stadium        | Premier League 2013-2014   | Arsenal         | 0 – 0           | Chelsea              |               |
| 182 | 22/03/2014 | Stamford Bridge         | Premier League 2013-2014   | Chelsea         | 6 - 0           | Arsenal              | [ 32 ]        |
| 183 | 05/10/2014 | Stamford Bridge         | Premier League 2014-2015   | Chelsea         | 2 - 0           | Arsenal              |               |
| 184 | 26/04/2015 | Emirates Stadium        | Premier League 2014-2015   | Arsenal         | 0 – 0           | Chelsea              |               |
| 185 | 02/08/2015 | Wembley Stadium         | Community Shield 2015      | Arsenal         | 1 – 0           | Chelsea              |               |
| 186 | 19/09/2015 | Stamford Bridge         | Premier League 2015-2016   | Chelsea         | 2 - 0           | Arsenal              |               |
| 187 | 24/01/2016 | Emirates Stadium        | Premier League 2015-2016   | Arsenal         | 0 - 1           | Chelsea              |               |
| 188 | 24/09/2016 | Emirates Stadium        | Premier League 2016-2017   | Arsenal         | 3 – 0           | Chelsea              |               |
| 189 | 04/02/2017 | Stamford Bridge         | Premier League 2016-2017   | Chelsea         | 3 - 1           | Arsenal              |               |
| 190 | 27/05/2017 | Wembley Stadium         | FA Cup 2016-2017           | Arsenal         | 2 – 1           | Chelsea              | [ 33 ] [ 34 ] |
| 191 | 06/08/2017 | Wembley Stadium         | Community Shield 2017      | Arsenal         | 1 – 1 (4-1 dtr) | Chelsea              |               |
| 192 | 17/09/2017 | Stamford Bridge         | Premier League 2017-2018   | Chelsea         | 0 – 0           | Arsenal              |               |
| 193 | 03/01/2018 | Emirates Stadium        | Premier League 2017-2018   | Arsenal         | 2 – 2           | Chelsea              |               |
| 194 | 10/01/2018 | Stamford Bridge         | League Cup 2017-2018       | Chelsea         | 0 – 0           | Arsenal              |               |
| 195 | 24/01/2018 | Emirates Stadium        | League Cup 2017-2018       | Arsenal         | 2 – 1           | Chelsea              |               |
| 196 | 18/08/2018 | Stamford Bridge         | Premier League 2018-2019   | Chelsea         | 3 - 2           | Arsenal              |               |
| 197 | 19/01/2019 | Emirates Stadium        | Premier League 2018-2019   | Arsenal         | 2 – 0           | Chelsea              |               |
| 198 | 29/05/2019 | Stadio olimpico di Baku | Europa League 2018-2019    | Chelsea         | 4 - 1           | Arsenal              |               |
| 199 | 29/12/2019 | Emirates Stadium        | Premier League 2019-2020   | Arsenal         | 1 - 2           | Chelsea              |               |
| 200 | 21/01/2020 | Stamford Bridge         | Premier League 2019-2020   | Chelsea         | 2 – 2           | Arsenal              |               |
| 201 | 01/08/2020 | Wembley Stadium         | FA Cup 2019-2020           | Arsenal         | 2 – 1           | Chelsea              |               |
| 202 | 26/12/2020 | Emirates Stadium        | Premier League 2020-2021   | Arsenal         | 3 – 1           | Chelsea              |               |
| 203 | 12/05/2021 | Stamford Bridge         | Premier League 2020-2021   | Chelsea         | 0 – 1           | Arsenal              |               |
| 204 | 22/08/2021 | Emirates Stadium        | Premier League 2021-2022   | Arsenal         | 0 - 2           | Chelsea              |               |
| 205 | 20/04/2022 | Stamford Bridge         | Premier League 2021-2022   | Chelsea         | 2 – 4           | Arsenal              |               |
| 206 | 06/11/2022 | Stamford Bridge         | Premier League 2022-2023   | Chelsea         | 0 – 1           | Arsenal              |               |
| 207 | 02/05/2023 | Emirates Stadium        | Premier League 2022-2023   | Arsenal         | 3 – 1           | Chelsea              |               |
| 208 | 21/10/2023 | Stamford Bridge         | Premier League 2023-2024   | Chelsea         | 2 – 2           | Arsenal              |               |
| 209 | 23/04/2024 | Emirates Stadium        | Premier League 2023-2024   | Arsenal         | 5 – 0           | Chelsea              |               |
| 210 | 10/11/2024 | Stamford Bridge         | Premier League 2024-2025   | Chelsea         | 1 – 1           | Arsenal              |               |
| 211 | 16/03/2025 | Emirates Stadium        | Premier League 2024-2025   | Arsenal         | 1 – 0           | Chelsea              |               |
| 212 | 29/11/2025 | Stamford Bridge         | Premier League 2025-2026   | Chelsea         |                 | Arsenal              |               |
| 213 | 28/02/2026 | Emirates Stadium        | Premier League 2025-2026   | Arsenal         |                 | Chelsea              |               |